# União Metalo-Mecânica

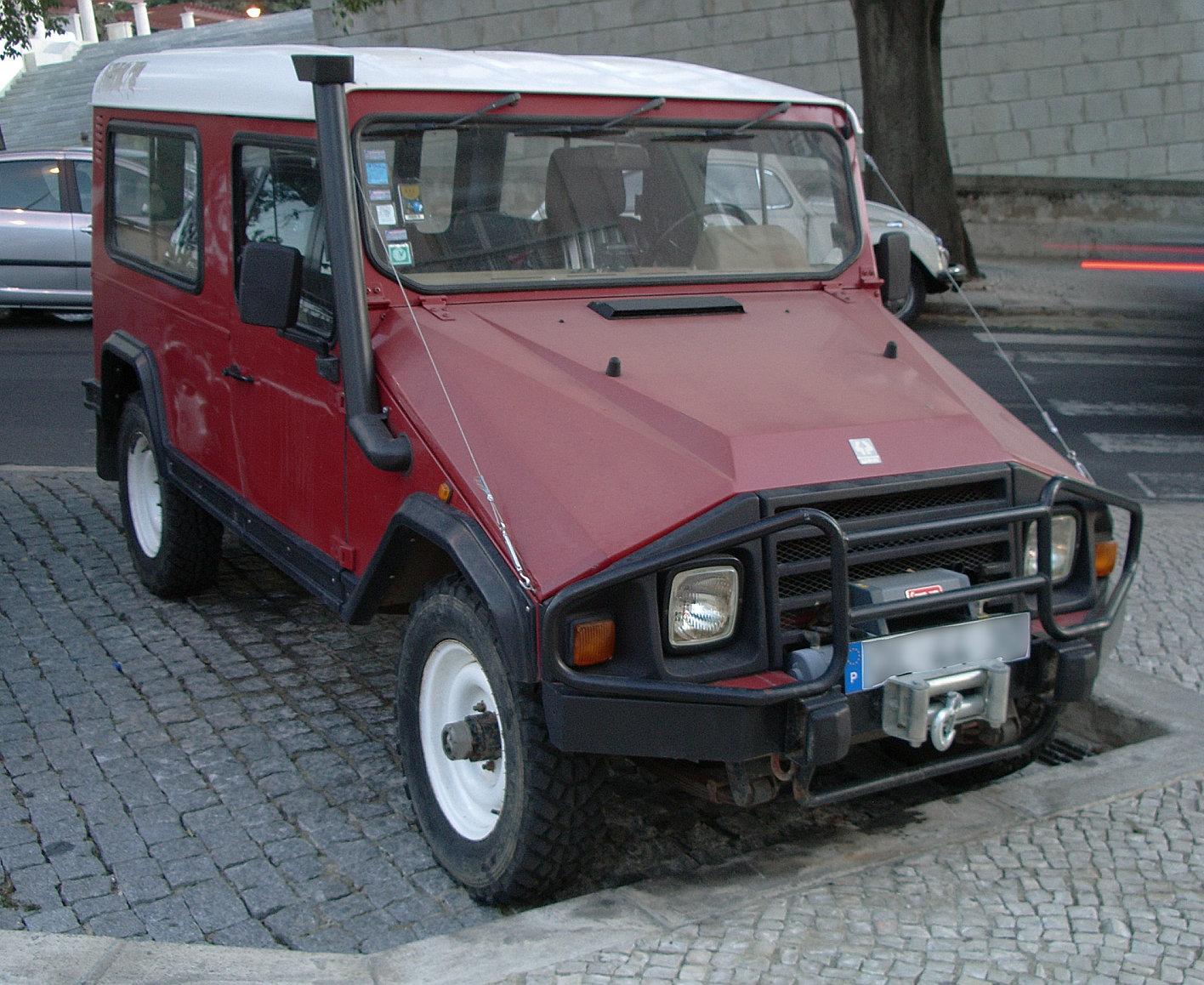
UMM Alter 2000

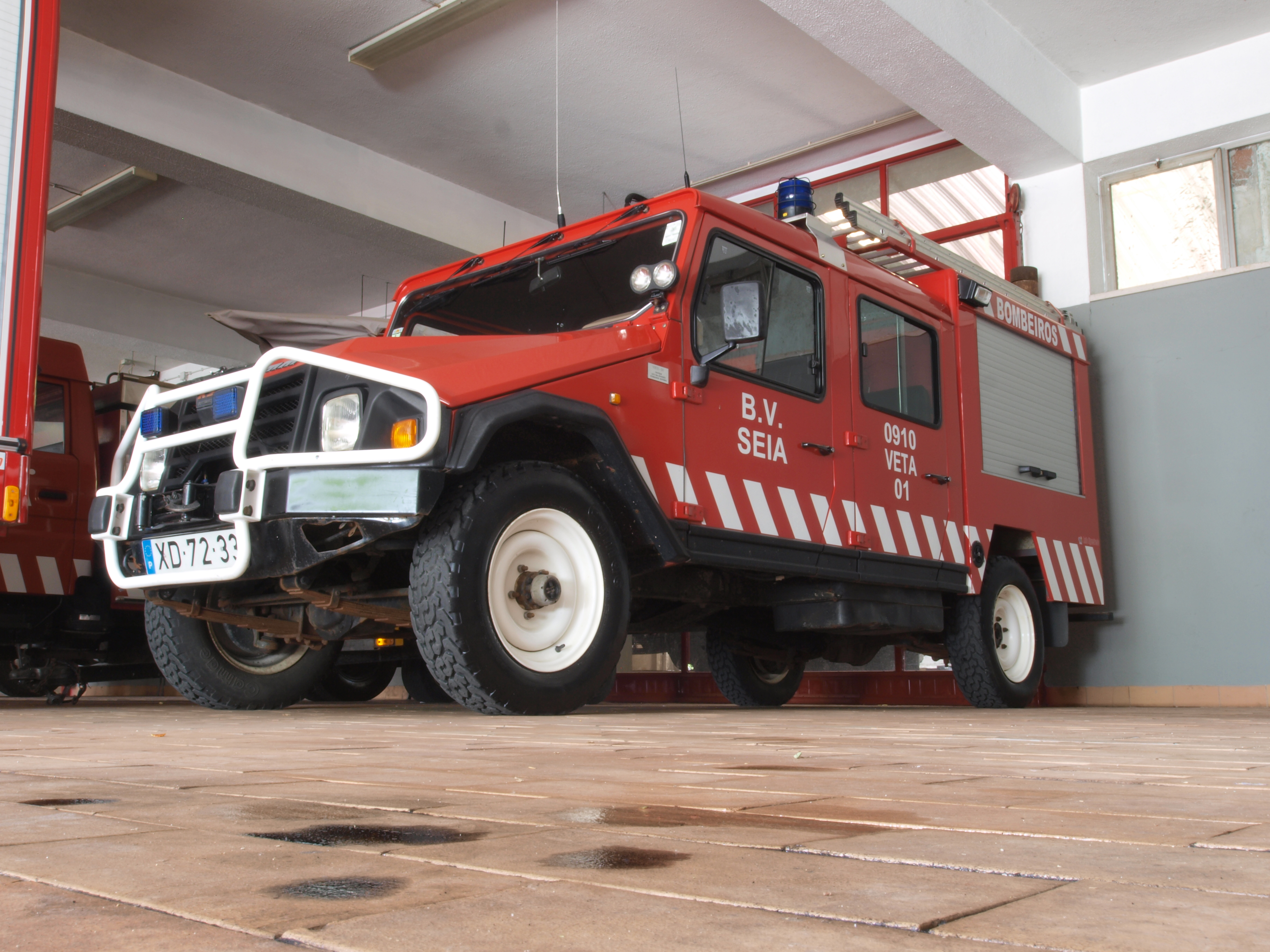
UMM Alter 2500

UMM (португальск.: União Metalo-Mecânica) — португальский завод по производству металлоконструкций и бывший производитель автомобилей в Лиссабоне. Основан в 1977 году.

## История
В 1977 году французская компания SIMI представила внедорожник UMM с колёсной формулой 4x4. При разработке компания опиралась на автомобили Cournil, который выпускались с 1960 года в Орийаке и Сен-Жермен-Лавольпе.
В 2004 году компания сняла автомобили с производства. Кроме гражданских автомобилей, União Metalo-Mecânica также выпускала армейские и пожарные автомобили.
Некоторые автомобили участвовали на ралли Париж-Дакар.

## Серийные автомобили
- UMM 4x4 Cournil (1977-1979)
- UMM 4x4 (1979-1984)
- UMM Alter 4x4 (1985)
- UMM Alter II (1986-1994)
- UMM Alter 2000 (2000-2004)

Название Alter происходит от линии лузитанских чистокровных лошадей альтер-реал.

## Экспериментальные автомобили
- UMM "Папамобиль"(1991)[1]
- UMM A4 / Alter III (1991)[2]
- UMM Alter V6 PRV[3]
- UMM Alter 2.5i BMW (1992)
- UMM Alter 2.4td BMW (1992)
- UMM Alter 2.5tds BMW (1992)[4]

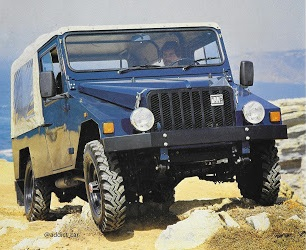
1983 UMM 4x4
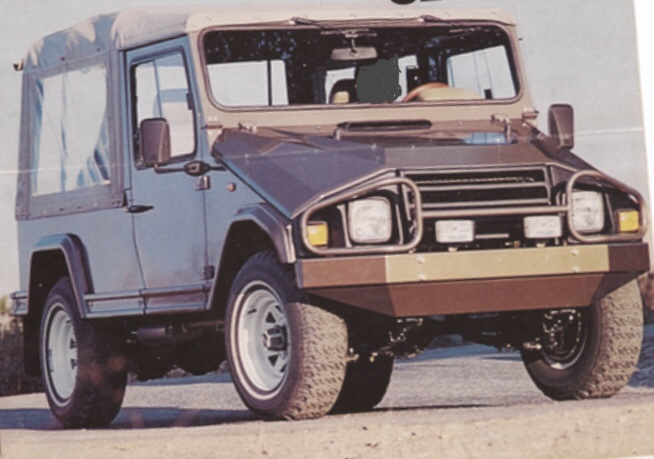
1984 UMM Alter 4x4
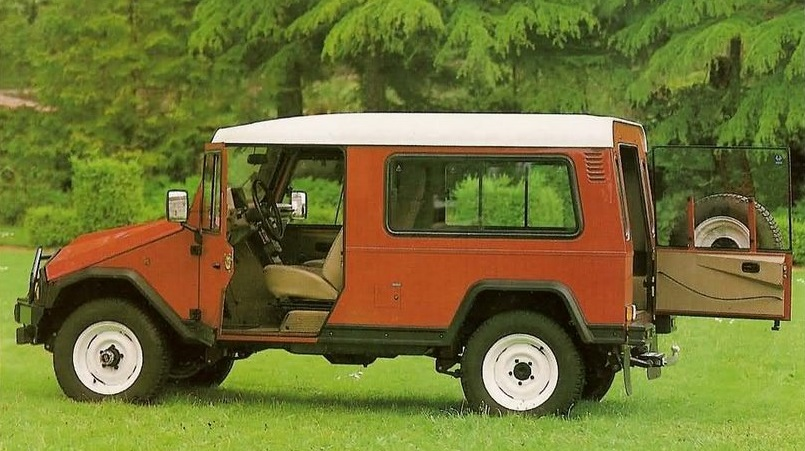
UMM Alter II
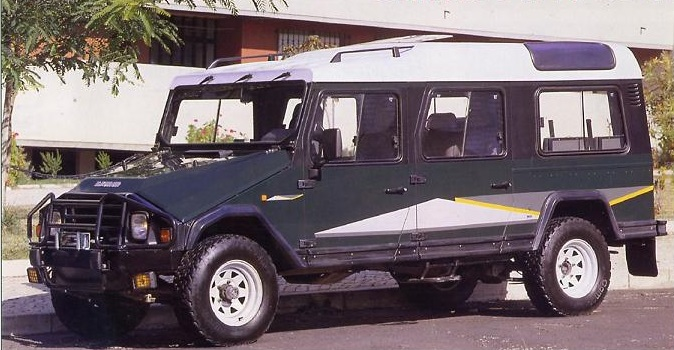
UMM Alter Station Wagon
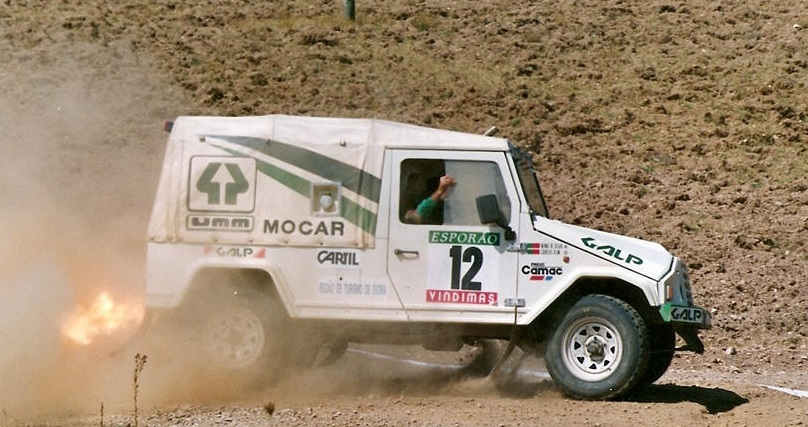
UMM Alter V6 PRV

## MOCAR UMM
Подразделение MOCAR UMM было основано в 1982 году. Компания выпускала спортивные автомобили.

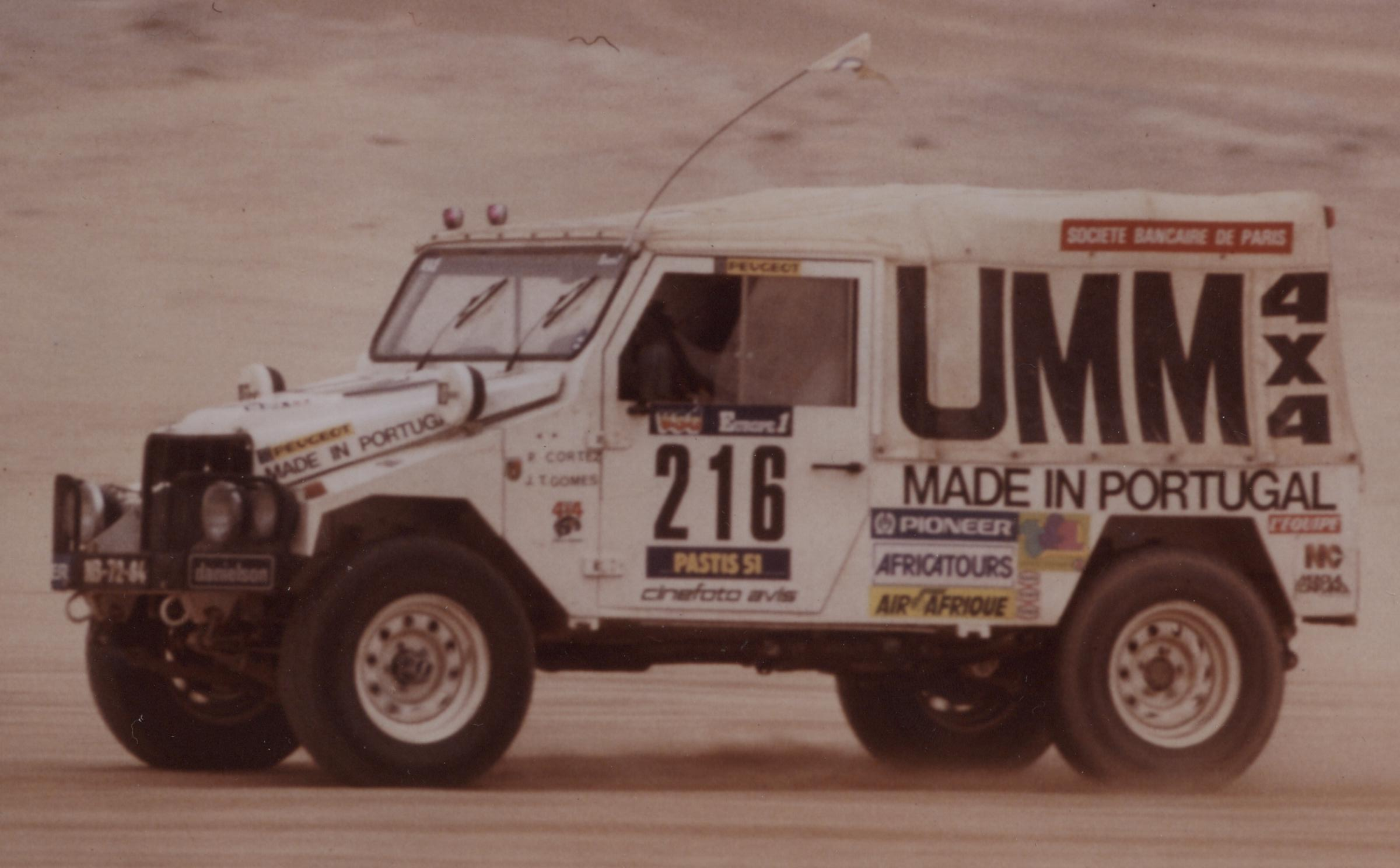
UMM на ралли Париж-Дакар (1984 год)